# Rallye de Suède 1975
Le Rallye de Suède 1975 (25th International Swedish Rally), disputé du 13 au 16 février 1975, est la vingt-troisième manche du championnat du monde des rallyes (WRC) courue depuis 1973, et la deuxième manche du championnat du monde des rallyes 1975 (WRC).

## Contexte avant la course

### Le championnat du monde
Après une saison 1974 assez morose, le premier choc pétrolier ayant eu pour conséquence l'annulation du rallye Monte-Carlo et du rallye de Suède, le calendrier 1975 a réintégré ces deux épreuves hivernales et onze rallyes mondiaux sont prévus, contre huit l'année précédente. Les épreuves du championnat sont réservées aux voitures des catégories suivantes :
- Groupe 1 : voitures de tourisme de série
- Groupe 2 : voitures de tourisme spéciales
- Groupe 3 : voitures de grand tourisme de série
- Groupe 4 : voitures de grand tourisme spéciales

Championne du monde en titre, la Scuderia Lancia a inauguré de fort belle manière la saison, avec une très nette victoire de la Stratos au rallye Monte-Carlo. Disposant de voitures moins rapides, Fiat constitue toutefois une menace pour Lancia, la fiabilité des spiders 124 Abarth étant un atout important sur les parcours cassants des épreuves sur terre prévues au programme, et la seconde place obtenue par Hannu Mikkola au Monte-Carlo permet au premier constructeur italien d'aborder la deuxième manche en bonne position. Seules ces deux marques jouent le titre, les autres constructeurs impliqués tels 
Alpine-Renault, Ford ou Peugeot ont prévu une participation plus épisodique, se limitant aux épreuves leur apportant les meilleures retombées publicitaires.

### L'épreuve
Traditionnellement organisé en février, le rallye de Suède est une épreuve hivernale courue sur routes enneigées ou verglacées, comprenant également des épreuves sur rivières ou lacs gelés. Créé en 1950, ce rallye impose une technique de pilotage spécifique et a toujours vu la victoire d'équipages suédois. Les dernières éditions ont été dominées par les Saab 96, dont la motricité et la maniabilité sont particulièrement adaptées aux routes fortement enneigées. Bannis lors de la précédente édition, les pneus à clous sont à nouveau autorisés cette année, mais les organisateurs ont imposé un cloutage uniforme aux différents manufacturiers afin d'éviter toute prolifération de modèles. Deux pilotes ont les faveurs du public : Björn Waldegård et Stig Blomqvist, comptant tous deux trois victoires en Suède.

## Le parcours
- départ : 13 février 1975 de Karlstad
- arrivée : 16 février 1975 à Karlstad

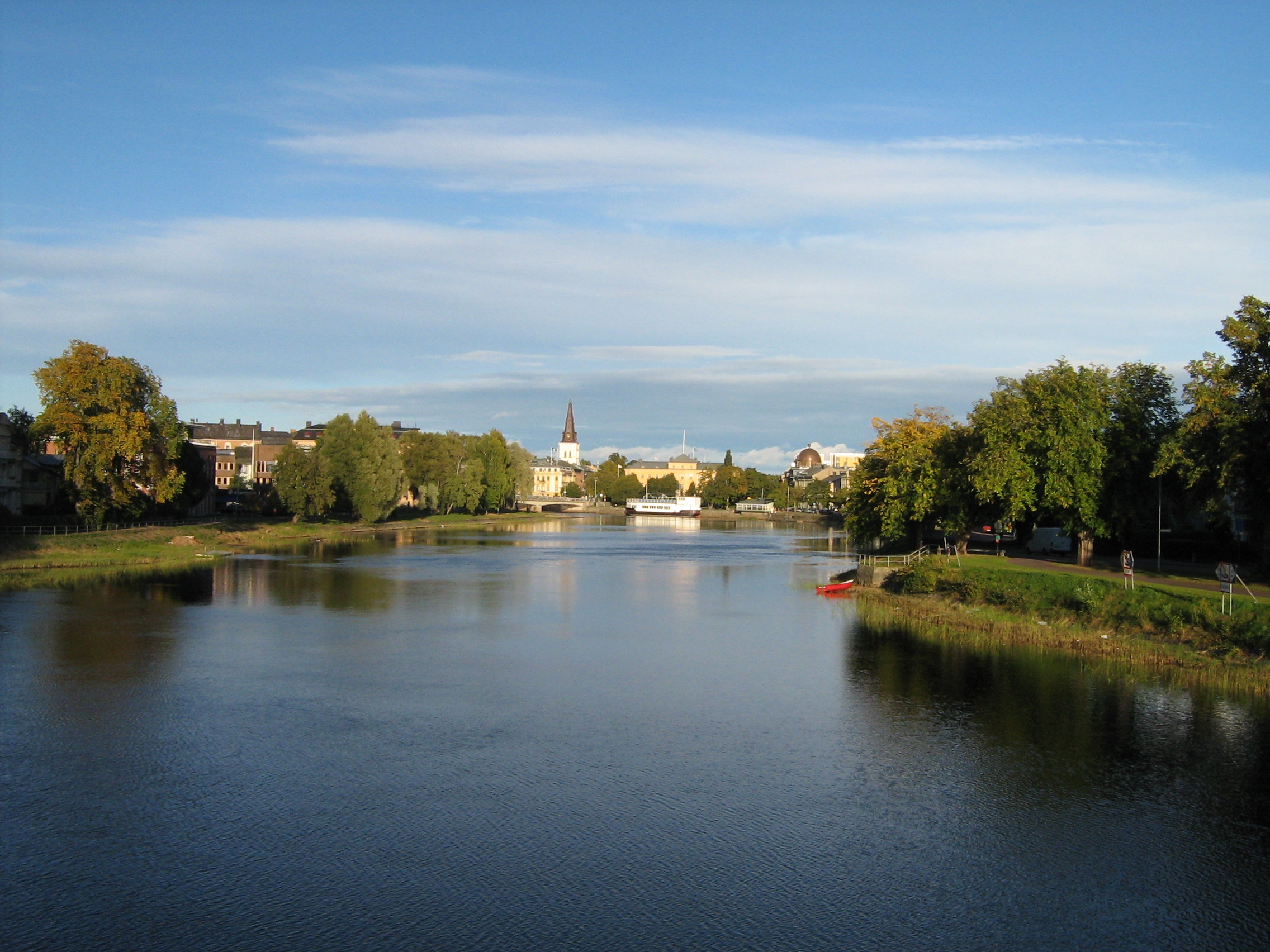
Le départ et l'arrivée de chaque étape ont lieu à Karlstad.

- distance : environ 2000 km dont 800 km sur 36 épreuves spéciales (40 épreuves initialement prévues)
- surface : neige et glace
- Parcours divisé en deux étapes[2]

### Première étape
- Karlstad - Karlstad, 1000 km, du 13 au 14 février
- 18 épreuves spéciales, 400 km (20 épreuves initialement prévues)

### Deuxième étape
- Karlstad - Karlstad, 1000 km, du 15 au 16 février
- 18 épreuves spéciales, 400 km (20 épreuves initialement prévues)

## Les forces en présence
- Lancia

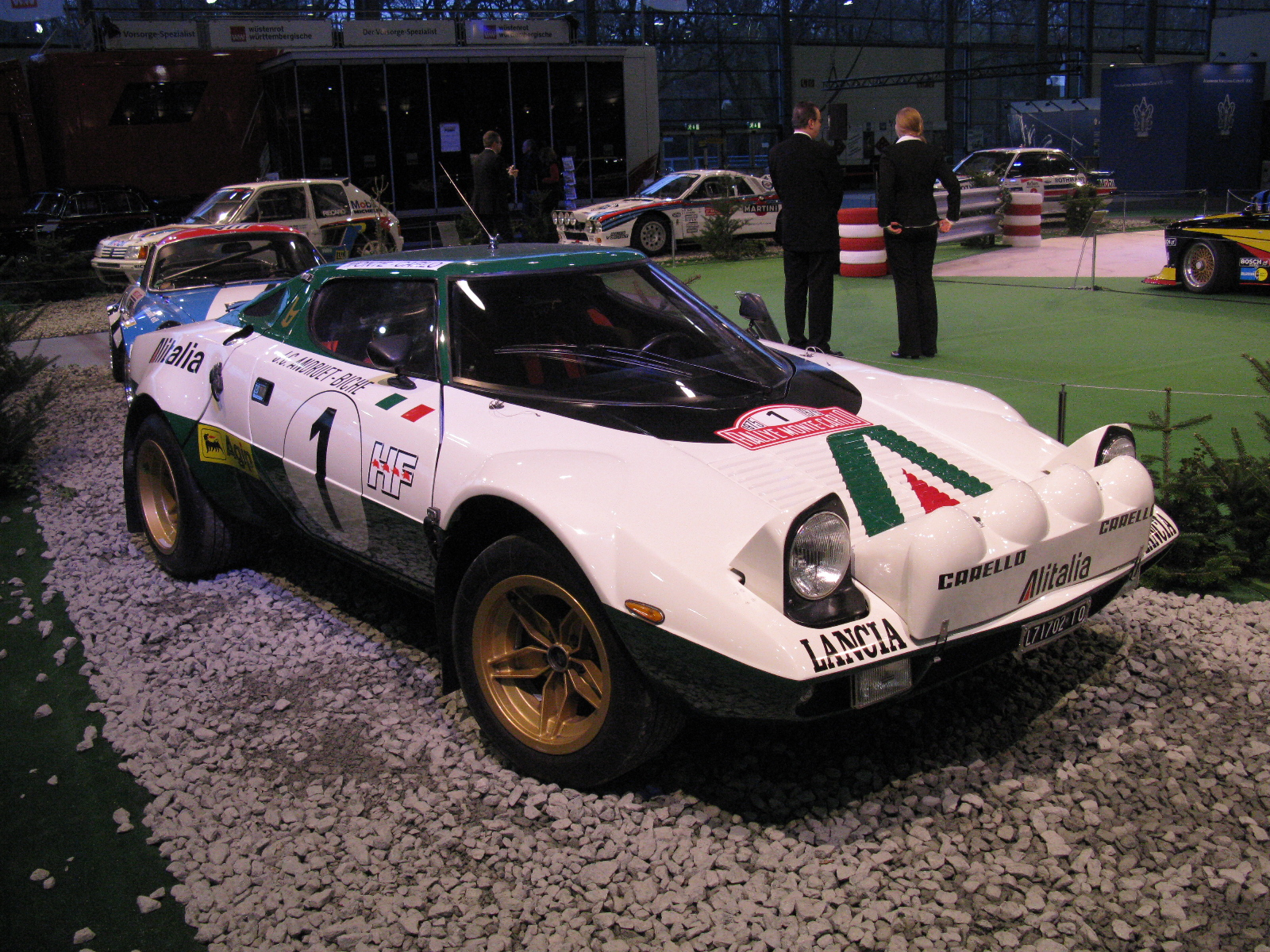
La Lancia Stratos HF groupe 4.

Seules deux voitures ont été engagées par la Scuderia Lancia, confiées à des pilotes nordiques. Nouvelle recrue du constructeur italien, Björn Waldegård pilote pour la première fois la Stratos HF groupe 4 en championnat du monde. Cette voiture de 890 kg est équipée d'un V6 Dino de 2400 cm3 en position centrale arrière, développant 240 chevaux à 7200 tr/min. Waldegård est épaulé par Simo Lampinen qui dispose d'un coupé Beta groupe 4 (1800 cm3, 185 chevaux).
- Fiat

Trois spiders 124 Abarth groupe 4 officiels sont au départ, pilotés par Hannu Mikkola, Markku Alén et Ingvar Carlsson. Leur moteur quatre cylindres, seize soupapes développe environ 200 chevaux à 8000 tr/min, la voiture pesant 950 kg. Contrairement à ses concurrents pouvant disposer de Dunlop ou du large éventail de pneus des manufacturiers nordiques, Fiat est contractuellement lié à Pirelli, ce qui peut s'avérer un handicap dans la neige épaisse.
- Saab

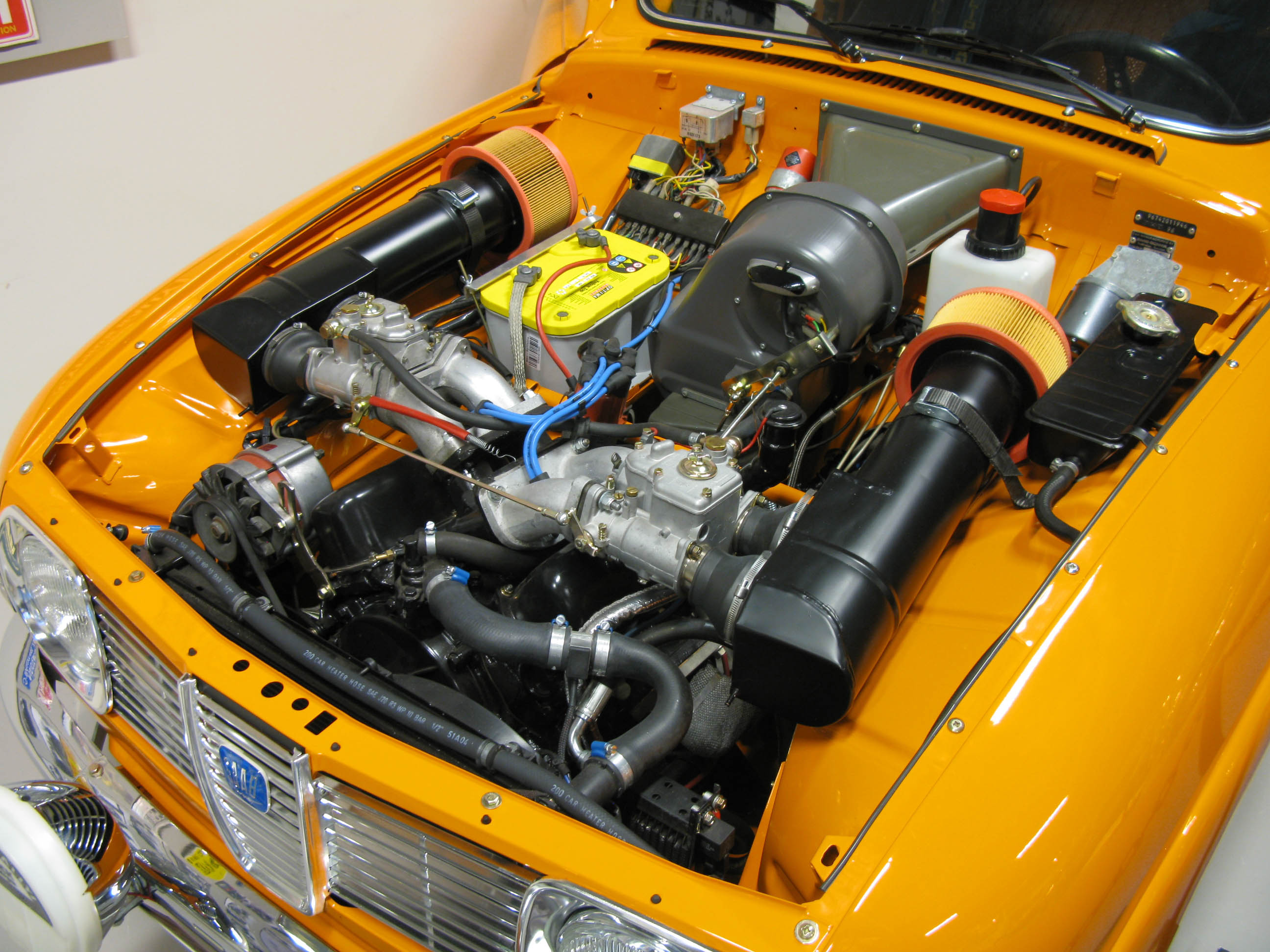
Le moteur Ford V4 de la Saab 96 développe 175 ch.

Vainqueur des trois éditions précédentes avec Stig Blomqvist, l'équipe officielle Saab a engagé deux 96 V4 groupe 2 (moteur Ford 1850 cm3, 175 ch, 1015 kg). Équipées de pneus Helenius ou Dunlop, particulièrement adaptés à la neige épaisse ou à la glace, ce sont les favorites de la course. Blomqvist est épaulé par son compatriote Per Eklund, autre habitué de l'épreuve.
- Opel

La marque allemande engage, par l'intermédiaire de son importateur suédois, deux Ascona groupe 2, aux mains de Bror Danielsson et Anders Kulläng. Parmi les meilleurs équipages privés, on note la présence d'Håkan Svensson, qui dispose d'une voiture identique.
- Datsun

Harry Källström dispose d'une Datsun 160J groupe 2, seule voiture engagée par le constructeur japonais.
- Škoda

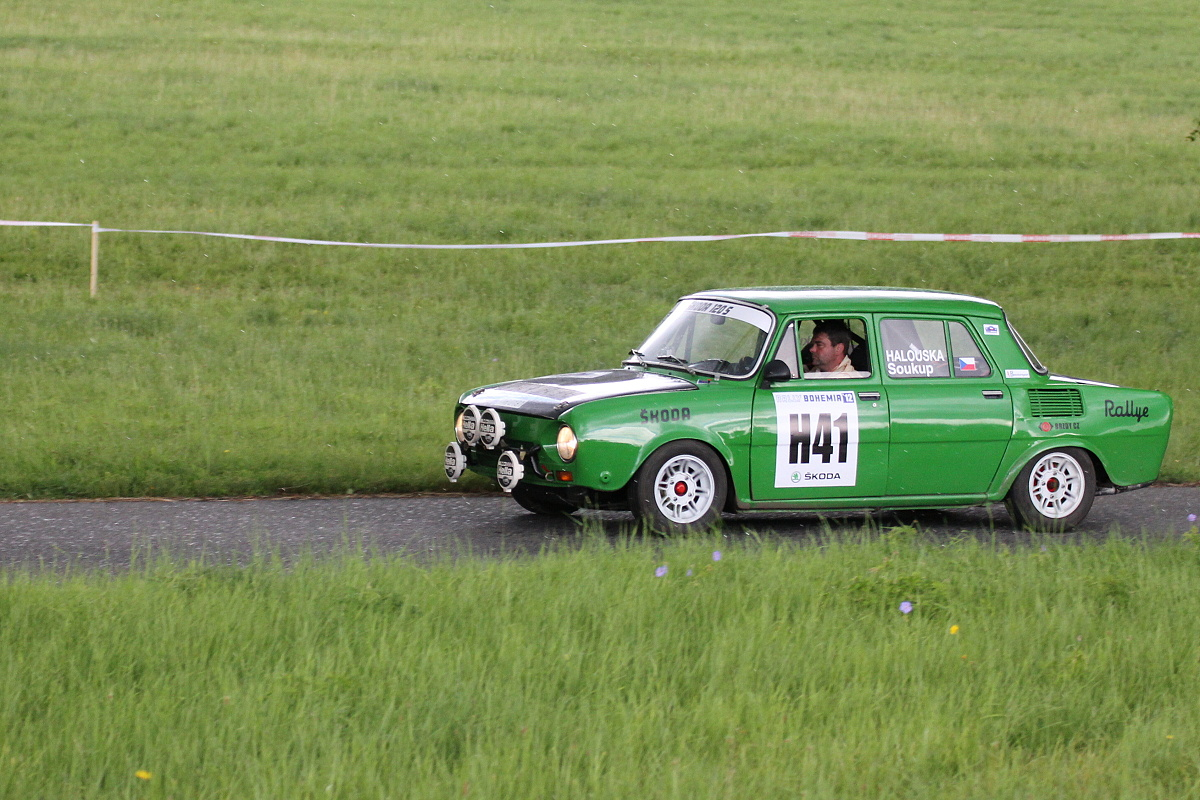
Une Škoda 120 S groupe 2 lors d'une course historique.

L'importateur suédois de la marque a engagé une berline 120 S (version sportive de la 110 L), dotée d'une préparation groupe 2. Cette voiture à moteur 1300 cm3 en porte-à-faux arrière dispose d'une puissance d'environ 120 chevaux. Elle est pilotée par le pilote norvégien John Haugland.
- Daf

Le prometteur pilote suédois Per-Inge Walfridsson, qui s'est surtout distingué sur Volvo, dispose cette année d'un coupé Daf 66 groupe 2 semi-officiel.

## Déroulement de la course

### Première étape: du 13 au 14 février
58 concurrents prennent le départ de Karlstad le jeudi 13 février, en direction du nord. D'emblée, Stig Blomqvist (Saab) impose sa loi, remportant les quatre premières épreuves spéciales. Derrière c'est tout d'abord la Fiat d'Hannu Mikkola qui se montre la plus menaçante, mais le Finlandais perd deux minutes à cause d'un changement de pneus entre les deux premiers tronçons chronométrés, avant de s'enfoncer dans un mur de neige lors de la quatrième spéciale. Après plus d'une demi-heure d'efforts à essayer de dégager la voiture, Mikkola et Todt doivent renoncer. Björn Waldegård (Lancia Stratos) occupe alors la seconde place. Relativement prudent en début d'épreuve, il accélère progressivement le rythme et semble désormais le seul à pouvoir contester la victoire à Blomqvist, d'autant que chez Fiat Markku Alén a perdu plus de six minutes à se dégager des murs de neige. Au terme de cette première boucle, Blomqvist est toujours en tête, mais Waldegård est revenu à seulement neuf secondes de son compatriote. Troisième, Simo Lampinen (Lancia Beta coupé) accuse déjà plus de quatre minutes de retard sur les deux champions suédois.
| Pos. | Pilote          | Copilote         | Voiture                | Écart         | Groupe |
| ---- | --------------- | ---------------- | ---------------------- | ------------- | ------ |
| 1    | Stig Blomqvist  | Hans Sylvan      | Saab 96 V4             |               | 2      |
| 2    | Björn Waldegård | Hans Thorszelius | Lancia Stratos HF      | + 9 s         | 4      |
| 3    | Simo Lampinen   | Sölve Andreasson | Lancia Beta Coupé      | + 4 min 20 s  | 4      |
| 4    | Per Eklund      | Björn Cederberg  | Saab 96 V4             | + 5 min 27 s  | 2      |
| 5    | Ingvar Carlsson | Claes Billstam   | Fiat 124 Abarth Spider | + 10 min 57 s | 4      |

### Deuxième étape: du 15 au 16 février
La deuxième boucle débute par une épreuve sur l’hippodrome de Karlstadt, où les concurrents s'affrontent par séries de quatre. La première série voit s'affronter les Saab et les deux Lancia. Le duel entre Waldegård et Blomqvist va malheureusement tourner court, un court-circuit immobilisant la Saab de ce dernier. Grâce à l'aide de son coéquipier Per Eklund, qui va le pousser jusqu'à l'arrivée, Blomqvist parvient néanmoins à terminer la spéciale. La pénalisation encourue pour assistance illégale lui coûte cinq cents secondes, le faisant chuter à la troisième place du classement général derrière les deux Lancia de Waldegård et Lampinen, à près de deux minutes de ce dernier. Blomqvist va alors se lancer dans une poursuite effrénée. Alignant les meilleurs chronos, il récupère bientôt la seconde place : dans la longue spéciale de Mossfallet, il dépasse Lampinen parti deux minutes devant lui ! Devant, Waldegård a une avance suffisamment importante pour pouvoir contrôler la course ; le pilote Lancia termine l'épreuve sans souci et remporte son quatrième Rallye de Suède avec près de deux minutes d'avance sur Blomqvist, auteur d'une course époustouflante, s'étant imposé dans quinze des dix-huit spéciales de cette seconde étape. À plus de dix minutes du vainqueur, Lampinen a assuré sa troisième place devant Eklund. Les Fiat ont été handicapées par leurs pneus Pirelli, moins efficaces sur glace que les pneus Helenius ou Dunlop de leurs concurrents, et Ingvar Carlsson termine à une lointaine cinquième place devant son coéquipier Alén, auteur d'une belle remontée après ses déboires de la première étape.

### Classement général

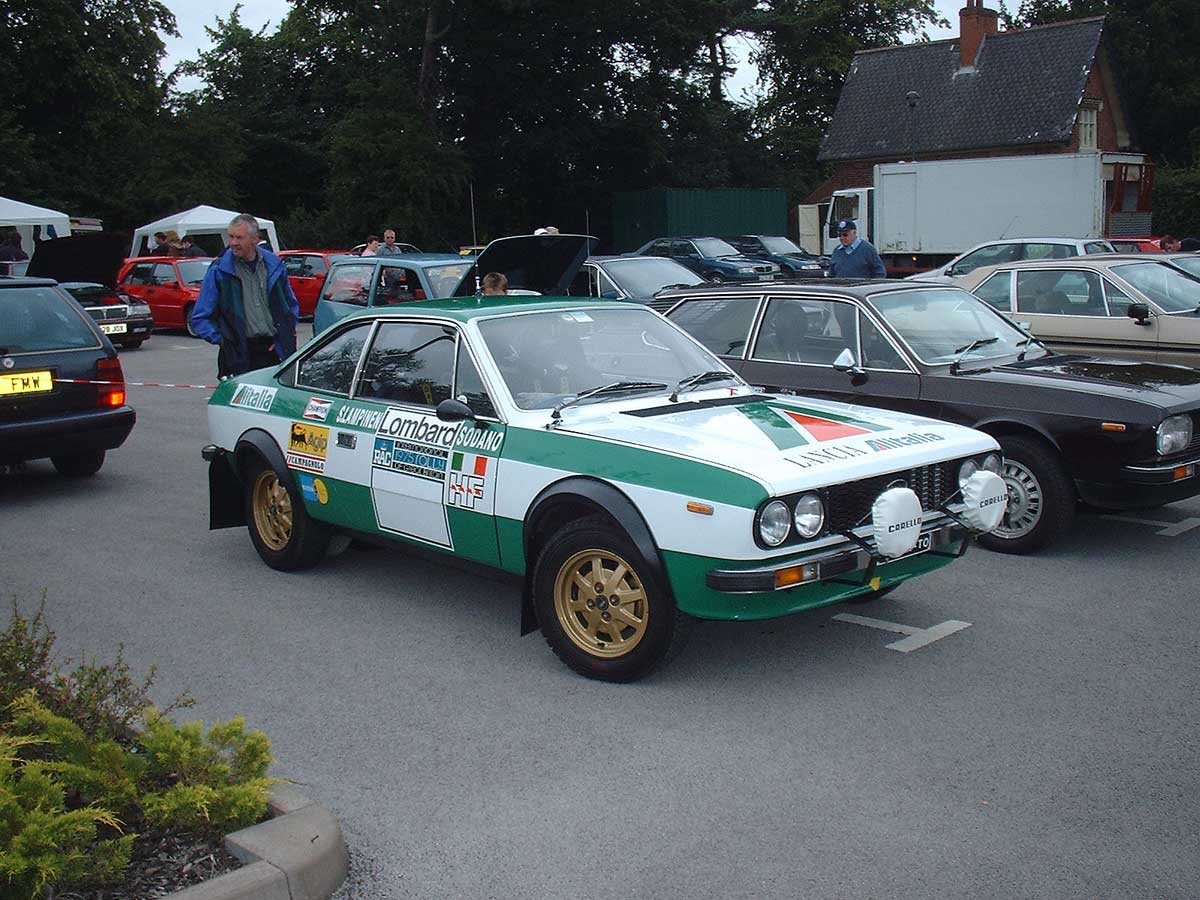
Le succès de Lancia est complété par la troisième place de Lampinen sur un coupé Beta groupe 4 (ici lors d'une manifestation historique).

| Pos | No | Pilote          | Copilote           | Voiture                | Temps           | Écart             | Groupe |
| --- | -- | --------------- | ------------------ | ---------------------- | --------------- | ----------------- | ------ |
| 1   | 4  | Björn Waldegård | Hans Thorszelius   | Lancia Stratos HF      | 7 h 19 min 46 s |                   | 4      |
| 2   | 1  | Stig Blomqvist  | Hans Sylvan        | Saab 96 V4             | 7 h 21 min 33 s | + 1 min 47 s      | 2      |
| 3   | 2  | Simo Lampinen   | Sölve Andreasson   | Lancia Beta Coupé      | 7 h 31 min 22 s | + 11 min 36 s     | 4      |
| 4   | 8  | Per Eklund      | Björn Cederberg    | Saab 96 V4             | 7 h 33 min 13 s | + 13 min 27 s     | 2      |
| 5   | 6  | Ingvar Carlsson | Claes Billstam     | Fiat 124 Abarth Spider | 7 h 39 min 30 s | + 19 min 43 s     | 4      |
| 6   | 5  | Markku Alén     | Ilkka Kivimäki     | Fiat 124 Abarth Spider | 7 h 49 min 25 s | + 29 min 39 s     | 4      |
| 7   | 17 | John Haugland   | Arild Antonsen     | Škoda 120 S            | 8 h 14 min 03 s | + 54 min 17 s     | 2      |
| 8   | 36 | Håkan Svensson  | Jan-Erik Andersson | Opel Ascona            | 8 h 27 min 20 s | + 1 h 07 min 34 s | 2      |
| 9   | 28 | Rune Åhlin      | Åke Gustavsson     | Volvo 142 S            | 8 h 35 min 34 s | + 1 h 15 min 48 s | 1      |
| 10  | 27 | Leif Andersson  | Lars Nyberg        | Ford Escort RS2000     | 8 h 41 min 02 s | + 1 h 21 min 16 s | 1      |

### Hommes de tête
- ES1 à ES20 :  Stig Blomqvist -  Hans Sylvan (Saab 96 V4)
- ES21 à ES40 :  Björn Waldegård -  Hans Thorszelius (Lancia Stratos HF)

### Vainqueurs d'épreuves spéciales
- Stig Blomqvist -  Hans Sylvan (Saab 96 V4) : 27 spéciales
- Björn Waldegård -  Hans Thorszelius (Lancia Stratos HF) : 8 spéciales
- Simo Lampinen -  Sölve Andreasson (Lancia Beta Coupé) : 1 spéciale

## Résultats des principaux engagés
| No | Pilote               | Copilote              | Voiture                | Groupe | Classement général              | Class. groupe |
| -- | -------------------- | --------------------- | ---------------------- | ------ | ------------------------------- | ------------- |
| 1  | Stig Blomqvist       | Hans Sylvan           | Saab 96 V4             | 2      | 2e à 1 min 47 s                 | 1er           |
| 2  | Simo Lampinen        | Sölve Andreasson      | Lancia Beta Coupé      | 4      | 3e à 11 min 36 s                | 2e            |
| 3  | Hannu Mikkola        | Jean Todt             | Fiat 124 Abarth Spider | 4      | ab. dans 4e spéciale (accident) | -             |
| 4  | Björn Waldegård      | Hans Thorszelius      | Lancia Stratos HF      | 4      | 1er                             | 1er           |
| 5  | Markku Alén          | Ilkka Kivimäki        | Fiat 124 Abarth Spider | 4      | 6e à 29 min 39 s                | 4e            |
| 6  | Ingvar Carlsson      | Claes Billstam        | Fiat 124 Abarth Spider | 4      | 5e à 19 min 43 s                | 3e            |
| 8  | Per Eklund           | Björn Cederberg       | Saab 96 V4             | 2      | 4e à 13 min 27 s                | 2e            |
| 9  | Harry Källström      | Sture Boström         | Datsun Violet 160J     | 2      | ab. (accident)                  | -             |
| 10 | Bror Danielsson      | Ulf Sundberg          | Opel Ascona            | 2      | ab. (ressort de soupape)        | -             |
| 11 | Anders Kulläng       | Claes-Göran Andersson | Opel Ascona            | 2      | ab. dans 2e étape (allumage)    | -             |
| 17 | John Haugland        | Arild Antonsen        | Škoda 120 S            | 2      | 7e à 54 min 17 s                | 3e            |
| 18 | Per-Inge Walfridsson | Kjell Nilsson         | Daf 66                 | 2      | ab. dans 1re étape (moteur)     | -             |
| 27 | Leif Andersson       | Lars Nyberg           | Ford Escort RS2000     | 1      | 10e à 1 h 21 min 16 s           | 2e            |
| 28 | Rune Åhlin           | Åke Gustavsson        | Volvo 142 S            | 1      | 9e à 1 h 15 min 48 s            | 1er           |
| 36 | Håkan Svensson       | Jan-Erik Andersson    | Opel Ascona            | 2      | 8e à 1 h 07 min 34 s            | 4e            |

## Classement du championnat à l'issue de la course
- attribution des points : 20, 15, 12, 10, 8, 6, 4, 3, 2, 1 respectivement aux dix premières marques de chaque épreuve (sans cumul, seule la voiture la mieux classée de chaque constructeur marque des points)
- seuls les sept meilleurs résultats (sur onze épreuves) sont retenus pour le décompte final des points.
- initialement prévu du 22 au 27 avril, le rallye du Portugal devait être la quatrième manche du championnat[5], mais, pour raisons électorales, sera finalement organisé du 18 au 21 juillet, après le rallye du Maroc[6].
- le rallye de Rideau Lakes, prévu du 15 au 19 octobre[5], sera annulé en cours de saison.

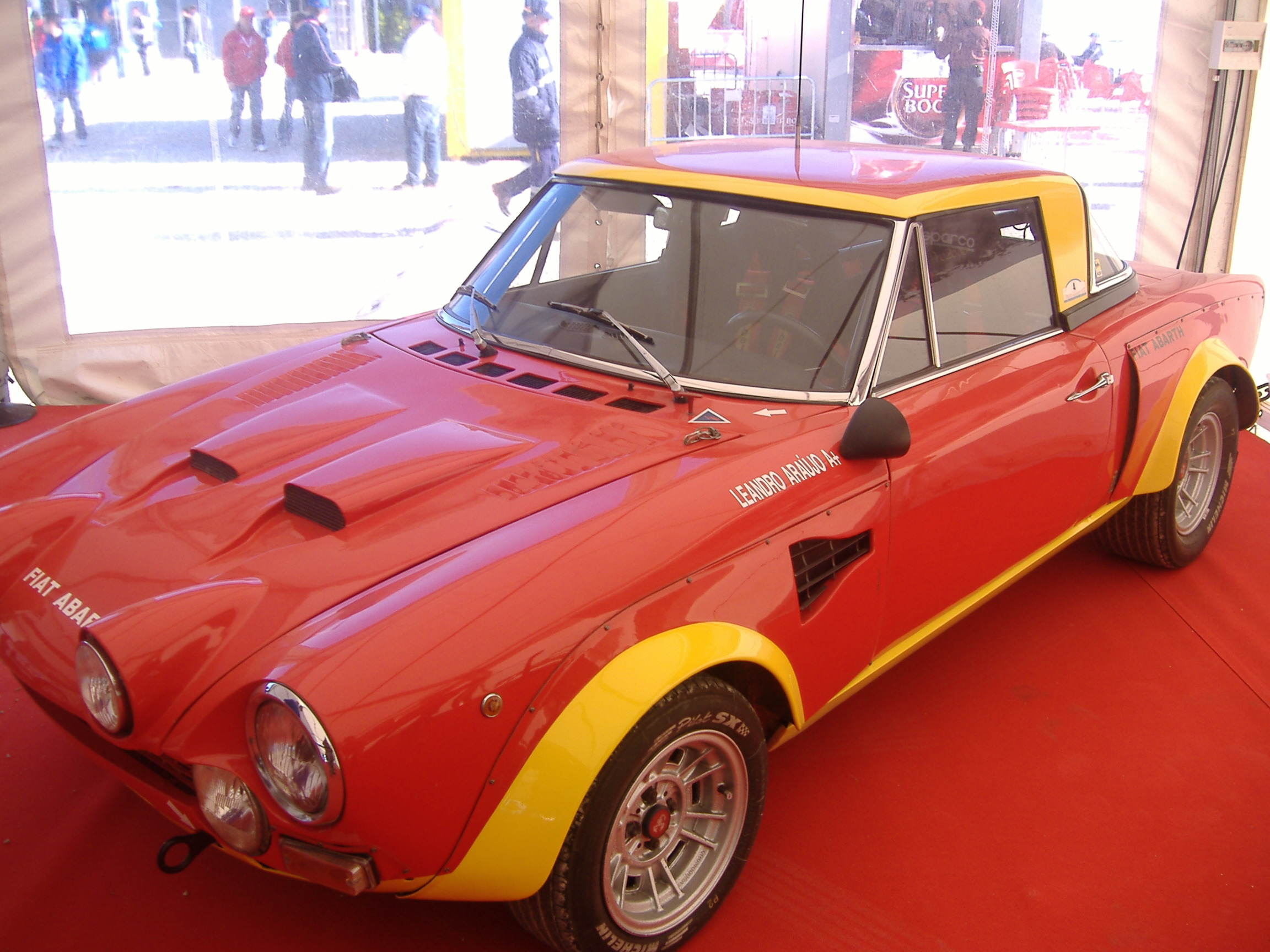
A l'issue de la manche suédoise, Fiat occupe toujours la seconde place du championnat, mais l'écart avec Lancia s'est creusé.

| Pos. | Marque         | Points | M-C | SUE | SAF | POR | ACR | MAR | FIN | SAN | RID | COR | RAC |
| ---- | -------------- | ------ | --- | --- | --- | --- | --- | --- | --- | --- | --- | --- | --- |
| 1    | Lancia         | 40     | 20  | 20  |     |     |     |     |     |     |     |     |     |
| 2    | Fiat           | 23     | 15  | 8   |     |     |     |     |     |     |     |     |     |
| 3    | Saab           | 15     | -   | 15  |     |     |     |     |     |     |     |     |     |
| 4    | Renault        | 8      | 8   | -   |     |     |     |     |     |     |     |     |     |
| 5    | Alpine-Renault | 6      | 6   | -   |     |     |     |     |     |     |     |     |     |
| 6    | Porsche        | 4      | 4   | -   |     |     |     |     |     |     |     |     |     |
| 6=   | Škoda          | 4      | -   | 4   |     |     |     |     |     |     |     |     |     |
| 8    | Alfa Romeo     | 3      | 3   | -   |     |     |     |     |     |     |     |     |     |
| 8=   | Opel           | 3      | -   | 3   |     |     |     |     |     |     |     |     |     |
| 10   | Volvo          | 2      | -   | 2   |     |     |     |     |     |     |     |     |     |
| 11   | BMW            | 1      | 1   | -   |     |     |     |     |     |     |     |     |     |
| 11=  | Ford           | 1      | -   | 1   |     |     |     |     |     |     |     |     |     |